# Stazione di Arras
La stazione di Arras (Gare d'Arras in francese) è la principale stazione ferroviaria della città francese di Arras. Situata lungo la linea Parigi-Lilla, è capolinea della linea per Dunkerque.

## Storia
Fu aperta al traffico il 1º aprile 1846.